# 瓜尤溫
19°37′12″N 71°19′48″W / 19.62000°N 71.33000°W
瓜尤賓（西班牙語：Guayubín），是多明尼加共和國的城鎮，位於該國西北部，由基度山省負責管轄，面積899.26平方公里，2012年人口32,586，該鎮人口密度每平方公里36人。